# О’Брайен, Эйдан
Э́йдан Э́нтони О’Бра́йен (англ. Aiden Anthony O'Brien; 4 октября 1993, Ислингтон, Лондон, Англия) — ирландский футболист, нападающий клуба «Шрусбери Таун», играющий в аренде за клуб «Саттон Юнайтед».

## Клубная карьера
Эйдан О’Брайен — воспитанник «Миллуолла», подписал первый профессиональный контракт в 2010 году на своё 17-летие. За клуб он дебютировал 20 сентября 2011 года в матче Кубка лиги против «Вулверхэмптон Уондерерс», разгромно проигранном со счётом 5:0, в котором вышел на замену.
1 января 2012 года О’Брайен был отдан в краткосрочную одномесячную аренду в клуб Южной конференции «Стейнс Таун».
В марте того же года Эйдан проследовал в новую краткую аренду на месяц, в клуб Национальной конференции «Хейз энд Идинг Юнайтед».
В феврале 2013 года отправился в аренду в клуб Лиги один «Кроли Таун» на оставшуюся часть сезона.
В ноябре 2013 года был отдан в ещё одну кратковременную аренду, в клуб Национальной конференции «Олдершот Таун». В пяти матчах в составе «шотс» забил три гола.
Затем, в январе 2014 года, последовала месячная аренда в клуб Лиги два «Торки Юнайтед».
В мае 2014 года 20-летний О’Брайен продлил контракт с «Миллуоллом» на два года, и ожидалось, что в следующем сезоне, высоко оценённый главным тренером Ианом Холлоуэем, он будет играть более заметную роль в клубе. В сезоне О’Брайен впервые появился на поле в матче Кубка лиги против «Саутгемптона» 30 августа, закончившемся проигрышем со счётом 2:0. Месяц спустя, 30 сентября 2014 года, он впервые сыграл в Чемпионшипе, в матче против «Бирмингем Сити», проигранном со счётом 3:1. 21 марта 2015 года в матче против «Брентфорда», завершившемся ничьей 2:2, Эйдан забил свой первый гол за «Миллуолл». 1 июня 2015 года после выбывания «Миллуолла» в Лигу один О’Брайен подписал с клубом новый контракт по схеме «2+1». В январе 2016 года нападающий заключил со «львами» новый контракт до лета 2019 года. В августе 2018 года О’Брайен согласовал с «Миллуоллом» новый многолетний контракт, условия которого оглашены не были. По окончании сезона 2019/20 О’Брайен покинул «Миллуолл» в связи с истечением срока контракта.
30 июля 2020 года О’Брайен присоединился к клубу Лиги один «Сандерленд», подписав двухлетний контракт. За «чёрных котов» дебютировал 5 сентября в матче Кубка лиги против «Халл Сити», проигранном по пенальти после безголевой ничьи в основное время. 8 сентября в матче группового этапа Трофея лиги против «Астон Виллы до 21», завершившемся победой с разгромным счётом 8:1, забил свой первый гол за «Сандерленд». 24 августа 2021 года в матче второго раунда Кубка лиги против «Блэкпула», завершившемся со счётом 3:2, оформил хет-трик.
31 января 2022 года О’Брайен перешёл по свободному трансферу в «Портсмут», подписав контракт до конца сезона. За «помпи» дебютировал 5 февраля в матче против «Оксфорд Юнайтед», проигранном со счётом 2:3, заменив в концовке Джорджа Херста. 12 февраля в матче против «Донкастер Роверс» забил свой первый гол за «помпи».
Несмотря на то, что «Портсмут» предложил ему новый контракт, О’Брайен решил подписать двухлетний контракт с другим клубом Лиги один «Шрусбери Таун» 30 июня 2022 года. Дебютировал за «Шрусбери Таун» 30 июля в матче стартового тура сезона против «Моркама», завершившемся безголевой ничьей, заменив в концовке Джордана Шипли.
31 января 2023 года О’Брайен отправился в аренду в клуб Лиги два «Джиллингем» до конца сезона. За «джиллс» дебютировал 4 февраля в матче против «Кроли Таун», выигранном с минимальным счётом, заменив на 62-й минуте Оли Хокинза. 21 марта в матче против «Кру Александры», закончившемся победой со счётом 2:1, забил свой первый гол за «джиллс». После завершения сезона 2022/23 О’Брайен вернулся в «Шрусбери Таун».
1 августа 2023 года О’Брайен ушёл в аренду в клуб Лиги два «Саттон Юнайтед» до 20 января 2024 года. За «Саттон Юнайтед» дебютировал 5 августа в матче стартового тура сезона против «Ноттс Каунти», закончившемся победой с разгромным счётом 5:1, отметившись голевой передачей после выхода на замену во втором тайме вместо Скотта Кашкета. 29 августа в матче Кубка лиги против «Уиком Уондерерс», выигранном с минимальным счётом, забил свой первый гол за «Саттон Юнайтед».

## Международная карьера
О’Брайен забил гол в своём дебютном матче в составе сборной Ирландии до 21 года, 6 февраля 2013 года в товарищеской встрече со сверстниками из Нидерландов, выигранной со счётом 3:0 на стадионе «Талла».
Впервые в главную сборную Ирландии он был призван в сентябре 2017 года, попав в расширенный состав на отборочные матчи к чемпионату мира 2018 против сборных Молдовы и Уэльса. О’Брайен дебютировал за Ирландию и вместе с этим забил свой первый международный гол 11 сентября 2018 года в товарищеском матче с Польшей, окончившемся ничьей 1:1.

## Достижения
Командные
 «Сандерленд»
- Обладатель Трофея Английской футбольной лиги: 2020/21

## Статистика выступлений

### Клубная статистика
| Выступление                     | Выступление              | Выступление      | Лига | Лига | Кубок | Кубок | Кубок лиги | Кубок лиги | Прочие | Прочие | Итого | Итого |
| Клуб                            | Лига                     | Сезон            | Игры | Голы | Игры  | Голы  | Игры       | Голы       | Игры   | Голы   | Игры  | Голы  |
| ------------------------------- | ------------------------ | ---------------- | ---- | ---- | ----- | ----- | ---------- | ---------- | ------ | ------ | ----- | ----- |
| Миллуолл                        | Чемпионшип               | 2011/12          | 0    | 0    | —     | —     | 1          | 0          | —      | —      | 1     | 0     |
| Миллуолл                        | Чемпионшип               | 2012/13          | 0    | 0    | —     | —     | —          | —          | —      | —      | 0     | 0     |
| Миллуолл                        | Чемпионшип               | 2013/14          | —    | —    | —     | —     | —          | —          | —      | —      | 0     | 0     |
| Миллуолл                        | Чемпионшип               | 2014/15          | 19   | 2    | 0     | 0     | 1          | 0          | —      | —      | 20    | 2     |
| Миллуолл                        | Лига один                | 2015/16          | 43   | 10   | 2     | 1     | 0          | 0          | 8      | 2      | 53    | 13    |
| Миллуолл                        | Лига один                | 2016/17          | 43   | 13   | 6     | 1     | 2          | 1          | 6      | 0      | 57    | 15    |
| Миллуолл                        | Чемпионшип               | 2017/18          | 30   | 4    | 1     | 2     | 1          | 0          | —      | —      | 32    | 6     |
| Миллуолл                        | Чемпионшип               | 2018/19          | 35   | 2    | 4     | 1     | 3          | 1          | —      | —      | 42    | 4     |
| Миллуолл                        | Чемпионшип               | 2019/20          | 18   | 3    | 1     | 0     | 2          | 1          | —      | —      | 21    | 4     |
| Миллуолл                        | Итого                    | Итого            | 188  | 34   | 14    | 5     | 10         | 3          | 14     | 2      | 226   | 44    |
| Стейнс Таун (аренда)            | Южная конференция        | 2011/12          | 2    | 0    | —     | —     | —          | —          | 1      | 0      | 3     | 0     |
| Стейнс Таун (аренда)            | Итого                    | Итого            | 2    | 0    | —     | —     | —          | —          | 1      | 0      | 3     | 0     |
| Хейз энд Идинг Юнайтед (аренда) | Национальная конференция | 2011/12          | 7    | 0    | —     | —     | —          | —          | —      | —      | 7     | 0     |
| Хейз энд Идинг Юнайтед (аренда) | Итого                    | Итого            | 7    | 0    | —     | —     | —          | —          | —      | —      | 7     | 0     |
| Кроли Таун (аренда)             | Лига один                | 2012/13          | 9    | 0    | —     | —     | —          | —          | —      | —      | 9     | 0     |
| Кроли Таун (аренда)             | Итого                    | Итого            | 9    | 0    | —     | —     | —          | —          | —      | —      | 9     | 0     |
| Олдершот Таун (аренда)          | Национальная конференция | 2013/14          | 5    | 3    | —     | —     | —          | —          | 4      | 4      | 9     | 7     |
| Олдершот Таун (аренда)          | Итого                    | Итого            | 5    | 3    | —     | —     | —          | —          | 4      | 4      | 9     | 7     |
| Торки Юнайтед (аренда)          | Лига два                 | 2013/14          | 3    | 0    | —     | —     | —          | —          | —      | —      | 3     | 0     |
| Торки Юнайтед (аренда)          | Итого                    | Итого            | 3    | 0    | —     | —     | —          | —          | —      | —      | 3     | 0     |
| Сандерленд                      | Лига один                | 2020/21          | 32   | 4    | 1     | 0     | 1          | 0          | 7      | 2      | 41    | 6     |
| Сандерленд                      | Лига один                | 2021/22          | 17   | 2    | 1     | 0     | 5          | 4          | 2      | 0      | 25    | 6     |
| Сандерленд                      | Итого                    | Итого            | 49   | 6    | 2     | 0     | 6          | 4          | 9      | 2      | 66    | 12    |
| Портсмут                        | Лига один                | 2021/22          | 17   | 5    | —     | —     | —          | —          | —      | —      | 17    | 5     |
| Портсмут                        | Итого                    | Итого            | 17   | 5    | —     | —     | —          | —          | —      | —      | 17    | 5     |
| Шрусбери Таун                   | Лига один                | 2022/23          | 6    | 0    | 1     | 0     | —          | —          | 1      | 0      | 8     | 0     |
| Шрусбери Таун                   | Итого                    | Итого            | 6    | 0    | 1     | 0     | —          | —          | 1      | 0      | 8     | 0     |
| Джиллингем (аренда)             | Лига два                 | 2022/23          | 14   | 2    | —     | —     | —          | —          | —      | —      | 14    | 2     |
| Джиллингем (аренда)             | Итого                    | Итого            | 14   | 2    | —     | —     | —          | —          | —      | —      | 14    | 2     |
| Саттон Юнайтед (аренда)         | Лига два                 | 2023/24          | 9    | 0    | 0     | 0     | 3          | 1          | 1      | 0      | 13    | 1     |
| Саттон Юнайтед (аренда)         | Итого                    | Итого            | 9    | 0    | 0     | 0     | 3          | 1          | 1      | 0      | 13    | 1     |
| Всего за карьеру                | Всего за карьеру         | Всего за карьеру | 309  | 50   | 17    | 5     | 19         | 8          | 30     | 8      | 375   | 71    |

1. ↑  В графу «Прочие» входят игры и голы в Трофее Футбольной лиги, плей-офф Лиги один и Трофее Футбольной ассоциации

### Статистика в сборной
| Команда  | Год   | Игры | Голы |
| -------- | ----- | ---- | ---- |
| Ирландия |       |      |      |
| 2018     | 4     | 1    |      |
| 2019     | 1     | 0    |      |
| Всего    | Всего | 5    | 1    |

Голы за сборную
| №  | Дата             | Место                              | Соперник | Голы | Результат | Турнир            |
| -- | ---------------- | ---------------------------------- | -------- | ---- | --------- | ----------------- |
| 1. | 11 сентября 2018 | Городской стадион, Вроцлав, Польша | Польша   | 1:0  | 1:1       | Товарищеский матч |